# Provinz Camagüey
| Camagüey           | Camagüey       |
| ------------------ | -------------- |
| Karte              |                |
| Hauptstadt         | Camagüey       |
| Fläche             | 15.386,16 km²  |
| Einwohner          | 771.905 (2012) |
| Bevölkerungsdichte | 50,2 EW/km²    |
| ISO-Code           | CU-09          |

Camagüey ist eine Provinz in Zentral-Kuba. Ihre Hauptstadt ist die gleichnamige Stadt Camagüey. In der im Wesentlichen aus Flachland bestehenden Provinz sind Zuckerproduktion und Rinderzucht die wirtschaftlich bedeutendsten Industriezweige der Provinz.

## Geografie
Die Provinz Camagüey hat eine Gesamtfläche von 15.386,16 km². Im Norden bildet der Atlantik die natürliche Grenze, im Osten die Provinz Las Tunas. Die Karibik schließt sich im Süden an, die Provinz Ciego de Ávila im Westen.
Beide Küsten werden von vorgelagerten Archipelen gesäumt, die Jardines del Rey im Norden und die Jardines de la Reina im Süden.

## Verwaltungsgliederung
Die Provinz Camagüey gliedert sich in 13 Municipios. Mit Ausnahme von Sierra de Cubitas sind die Verwaltungssitze in den gleichnamigen Städten beheimatet.
| Municipio (Verwaltungssitz)                           | Fläche in km² (2010) | Einwohner (2010) | Einwohner pro km² (2010) |
| ----------------------------------------------------- | -------------------- | ---------------- | ------------------------ |
| Camagüey (Camagüey)                                   | 1.098,58             | 323.442          | 294,4                    |
| Carlos Manuel de Céspedes (Carlos Manuel de Céspedes) | 664,13               | 24.310           | 36,6                     |
| Esmeralda (Esmeralda)                                 | 1.905,82             | 31.109           | 16,3                     |
| Florida (Florida)                                     | 1.743,78             | 71.314           | 40,9                     |
| Guáimaro (Guáimaro)                                   | 1.286,03             | 42.824           | 33,3                     |
| Jimaguayú (Jimaguayú)                                 | 783,43               | 21.706           | 27,7                     |
| Minas (Minas)                                         | 1.056,33             | 37.683           | 35,7                     |
| Najasa (Najasa)                                       | 885,32               | 16.003           | 18,1                     |
| Nuevitas (Nuevitas)                                   | 1.372,32             | 57.643           | 42,0                     |
| Santa Cruz del Sur (Santa Cruz del Sur)               | 1.237,84             | 49.745           | 40,2                     |
| Sibanicú (Sibanicú)                                   | 745,11               | 31.557           | 42,4                     |
| Sierra de Cubitas (Cubitas)                           | 566,38               | 19.494           | 34,4                     |
| Vertientes (Vertientes)                               | 2.041,09             | 53.768           | 26,3                     |
| Gesamt                                                | 15.386,16            | 780.598          | 50,7                     |